# Villa rustica (Seebruck)
Die Villa rustica auf der Gemarkung von Seebruck, einem Gemeindeteil von Seeon-Seebruck im oberbayerischen Landkreis Traunstein, wurde 210 Meter westlich der Kirche St. Thomas und St. Stephan entdeckt. Die Villa rustica der römischen Kaiserzeit ist ein geschütztes Bodendenkmal.
In einem Leitungsgraben wurden 1960 Siedlungsfunde sichergestellt: Terra sigillata, Grobkeramik, Bronze- und Eisenschlüssel.